# Бачигалупо, Манлио
Манлио Бачигалупо (итал. Manlio Bacigalupo; 5 сентября 1908, Вадо-Лигуре, Лигурия — 1 декабря 1977, Генуя) — итальянский футболист, выступавший на позиции вратаря и тренер.

## Клубная карьера
Был частью футбольной семьи Бачигалупо. Родился в коммуне Вадо Лигуре, где начал заниматься в местной спортивной школе. На молодёжном уровне выступал за местный клуб «Вадо» из родной коммуны, а затем перешёл в основную команду. 3 октября 1926 года в матче против «Алессандрии» он дебютировал в чемпионате Италии за генуэзский клуб «Андреа Дориа». Сыграл 17 матчей в основном составе.
В следующем сезоне перешел в «Торино», где кроме выступлений за команду, проходил срочную службу и помог туринскому клубу выиграть первое Скудетто в своей истории, сыграв 10 матчей и заменив травмированного Винченцо Босиа.
В сезоне 1929/30 годов стал игроком «Дженоа», где выступал четыре сезона, с перерывом на время аренды в «Сампирадензу». В сезоне 1936/37, помог грифонам завоевать первый в истории Кубок Италии.
В 1938 году, перешёл в «Венецию», где выступал в Серии B и Серии А, и выиграл свой второй национальной кубок в сезоне 1940/41. В сезоне 1941/42 перешел в клуб «Виртус Энтелла», где был играющим тренером, но из-за проблем со здоровьем, был вынужден завершить игровую карьеру.

## Тренерская карьера
В сезоне 1950/51 возглавил «Дженоа», где пробыл недолго, после опыта в клубе «Мессина», тренировал команды низших дивизионов и любителей.

## Личная жизнь
Брат Манлио, Валерио Бачигалупо, тоже выступал на позиции вратаря за Торино; погиб в авиакатастрофе. Сын — Серхио (род. 23 октября 1938), стал голкипером, играл за клубы «Губбио» и «Парма».

## Достижения
«Торино»
- Чемпион Италии: 1927/28

«Дженоа»
- Чемпион Серии B: 1934/35
- Обладатель Кубка Италии: 1936/37

«Венеция»
- Обладатель Кубка Италии: 1940/41